# Yuanba (ort i Kina, Shaanxi, lat 32,86, long 106,58)
Yuanba är en ort i Kina. Den ligger i provinsen Shaanxi, i den nordvästra delen av landet, omkring 270 kilometer sydväst om provinshuvudstaden Xi'an. Antalet invånare är 6 502. Befolkningen består av 3 015 kvinnor och 3 487 män. Barn under 15 år utgör 18,0 %, vuxna 15-64 år 69 %, och äldre över 65 år 12,0 %.
Runt Yuanba är det ganska tätbefolkat, med 166 invånare per kvadratkilometer. Närmaste större samhälle är Hujiaba, 17,2 km nordväst om Yuanba. I omgivningarna runt Yuanba växer i huvudsak blandskog.
Genomsnittlig årsnederbörd är 1 225 millimeter. Den regnigaste månaden är juli, med i genomsnitt 292 mm nederbörd, och den torraste är december, med 2 mm nederbörd.